# Allophylus transvaalensis
Allophylus transvaalensis là một loài thực vật có hoa trong họ Bồ hòn. Loài này được Burtt Davy mô tả khoa học đầu tiên năm 1921.